# Station Kębłowo
Station Kębłowo is een spoorwegstation in de Poolse plaats Kębłowo.